# Teoría del color de Mayer

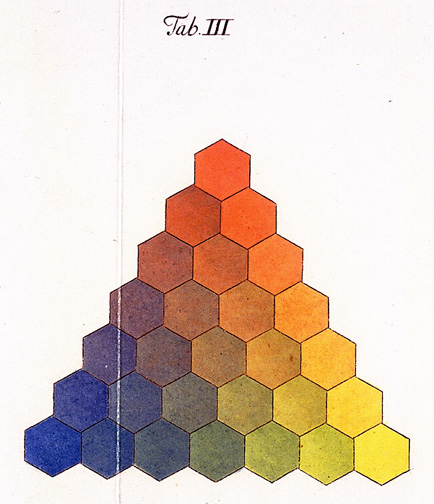
Triángulo de color de Mayer, en versión de Georg Lichtenberg (1775)

La teoría del color de Mayer, también llamada color de Mayer o simplemente Mayer,  es una teoría del color o colorismo científico físico aplicada a la mezcla o síntesis de colores y a la medición colorimétrica. Fue sustentada por Tobías Mayer, astrónomo, matemático y cartógrafo alemán, especialmente desde 1745, postulando que los colores se pueden sintetizar a partir de tres pigmentos primarios: rojo, amarillo y azul, como corresponde al modelo tradicional de coloración, llamando a este sistema "RGB", que viene del alemán Rot  (rojo), Gelb (amarillo) y Blau (azul); que en inglés corresponde al modelo RYB y en español se denomina ocasionalmente RAmAz.

## Principio de Mayer
Mayer expuso en 1745 la hipótesis de que los colores podían producirse matemáticamente mediante la mezcla tricromática usando los pigmentos correspondientes a los tres colores primarios; lo que actualmente se conoce como la síntesis sustractiva de color. La mezcla de los tres colores primarios: rojo, amarillo y azul, en diferente proporciones, produce una gama de colores que se pueden ordenar gráficamente en un triángulo de color. Si además se añaden los derivados claro-oscuros, los colores se ordenan tridimensionalmente en un sólido de color.

## Triángulo de Mayer

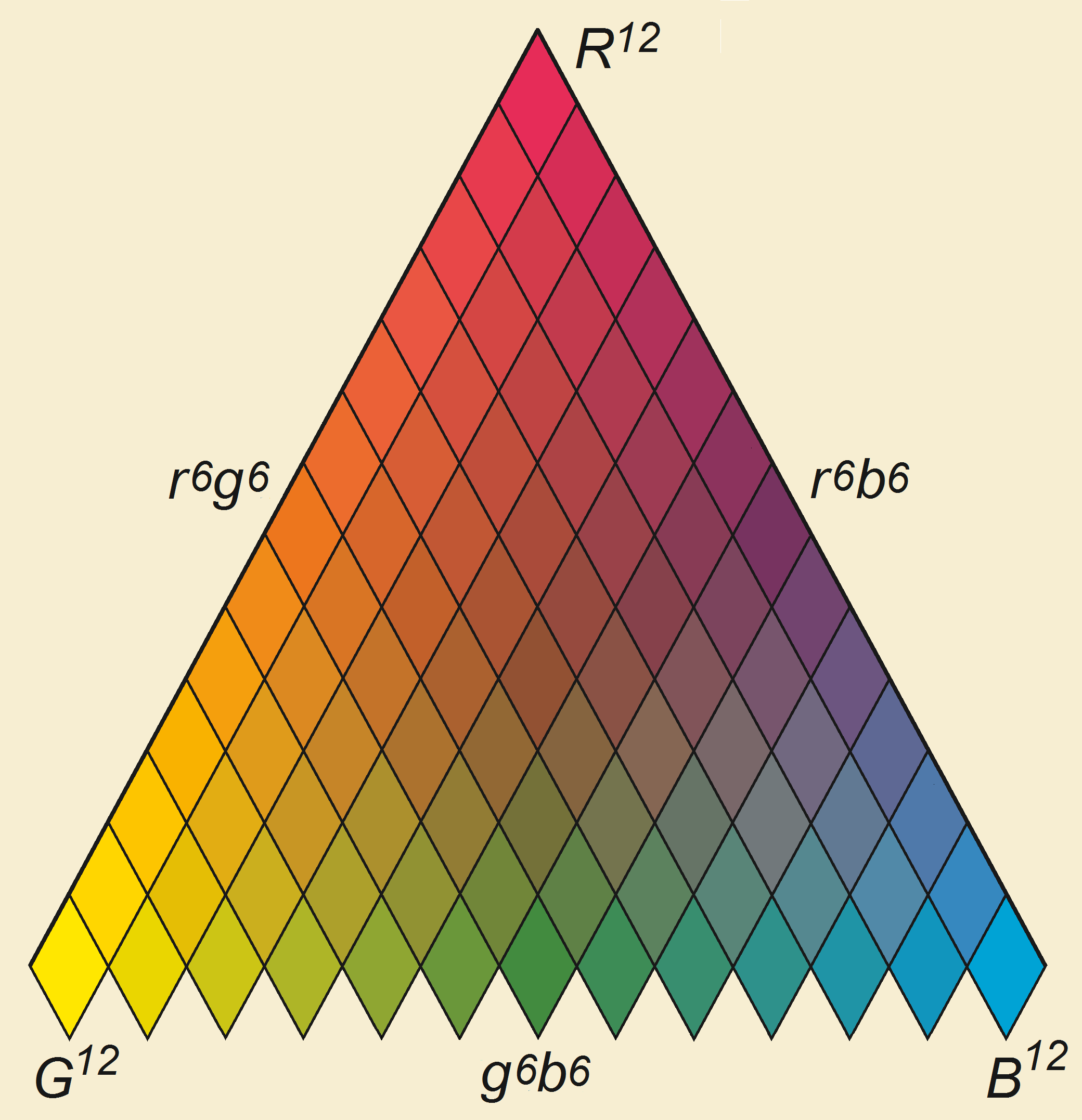
Recreación del triángulo de Mayer utilizando como colores primarios a los pigmentos tradicionales rojo carmesí, amarillo cadmio y azul cerúleo.

El triángulo de color o cromático de Mayer es un diagrama que representa la teoría matemática de la mezcla tricromática y es considerado el triángulo de color más antiguo. Mayer lo presentó públicamente en 1758. Los tres colores primarios o puros, se sitúan en los ángulos y los pigmentos que escogió fueron rojo de cinabrio (bermellón), amarillo ocre y azul de París (o de Prusia), o alternativamente el cinabrio, azul de montaña (azurita) y amarillo gutagamba.
El triángulo de Mayer constituye un esfuerzo histórico que buscaba organizar matemáticamente a los colores. En su momento fue la clasificación del color más conocida después del círculo de Newton. Mayer sostuvo que la escala de gradientes usada, dependía de la capacidad visual de diferenciar colores próximos; por lo que usó una escala de 0 a 12, en donde por ejemplo el rojo puro mediría  r12 (o 12.R.), mientras que una mezcla equilibrada sería  r4 g4 b4. En el triángulo, la suma de los subcomponentes de cada color da siempre 12 y el número máximo de colores en cada lado del triángulo sería de 13, lo que implica que puede contener hasta 91 colores. Según la versión que se grafique, cada color tendrá la forma de un hexágono regular o de un rombo como se muestra en estas imágenes.

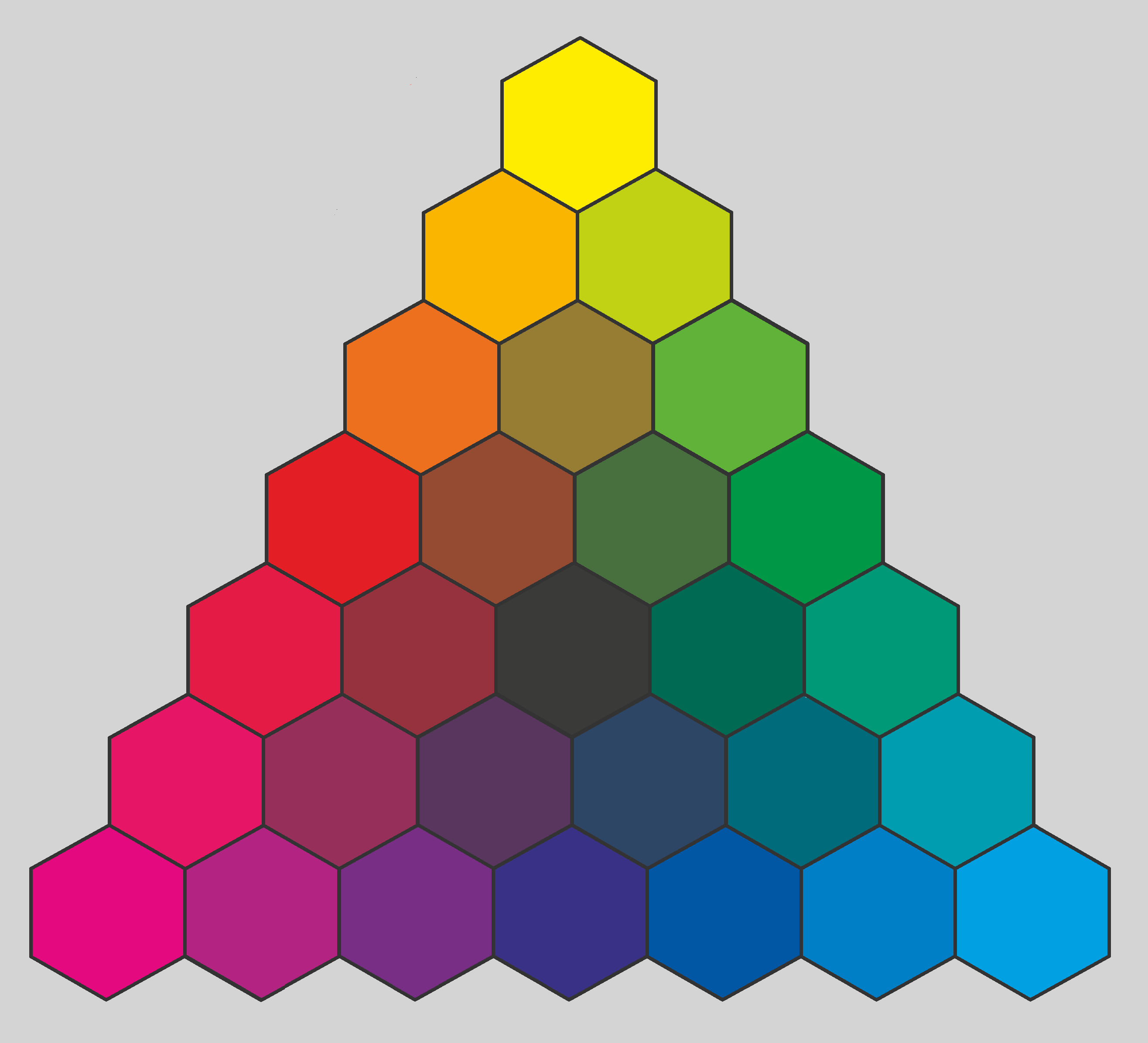
Triángulo de Mayer utilizando colores primarios CMY.

La gama de colores sintetizados puede tener gran variabilidad debido a que dependen totalmente de los colores primarios escogidos, por lo que es difícil hablar de una medición colorimétrica estandarizada. En 1775 se publicó de forma completa las innovadoras ideas de Mayer, y allí, la recreación de Georg Lichtenberg muestra los colores escogidos por Mayer y el resultado en realidad podría considerarse poco colorido. Sin embargo, si se utiliza como primarios un azul más brillante y al rojo carmesí (en lugar del rojo bermellón), tal como lo hicieron otros autores como C. Boutet (1708), L. B. Castel (1740), M. Harris (1770), I. Schiffermüller (1772), J. W. Goethe (1810) o Gregoire (1810), donde el resultado es más colorido, se observa claramente que los colores secundarios obtenidos son el naranja ( r6 g6), morado ( r6 b6) y verde ( g6 b6), como corresponde al modelo tradicional de coloración; además se obtiene un marrón como color central ( r4 g4 b4) y el gris es aproximadamente  r3 g2 b7.
Alternativamente, el triángulo de Mayer se puede aplicar al modelo CMY como en la imagen adjunta; con los colores primarios cian, magenta y amarillo, los secundarios rojo, azul y verde; y un color central plomo oscuro próximo al negro.

## Sólido de Mayer

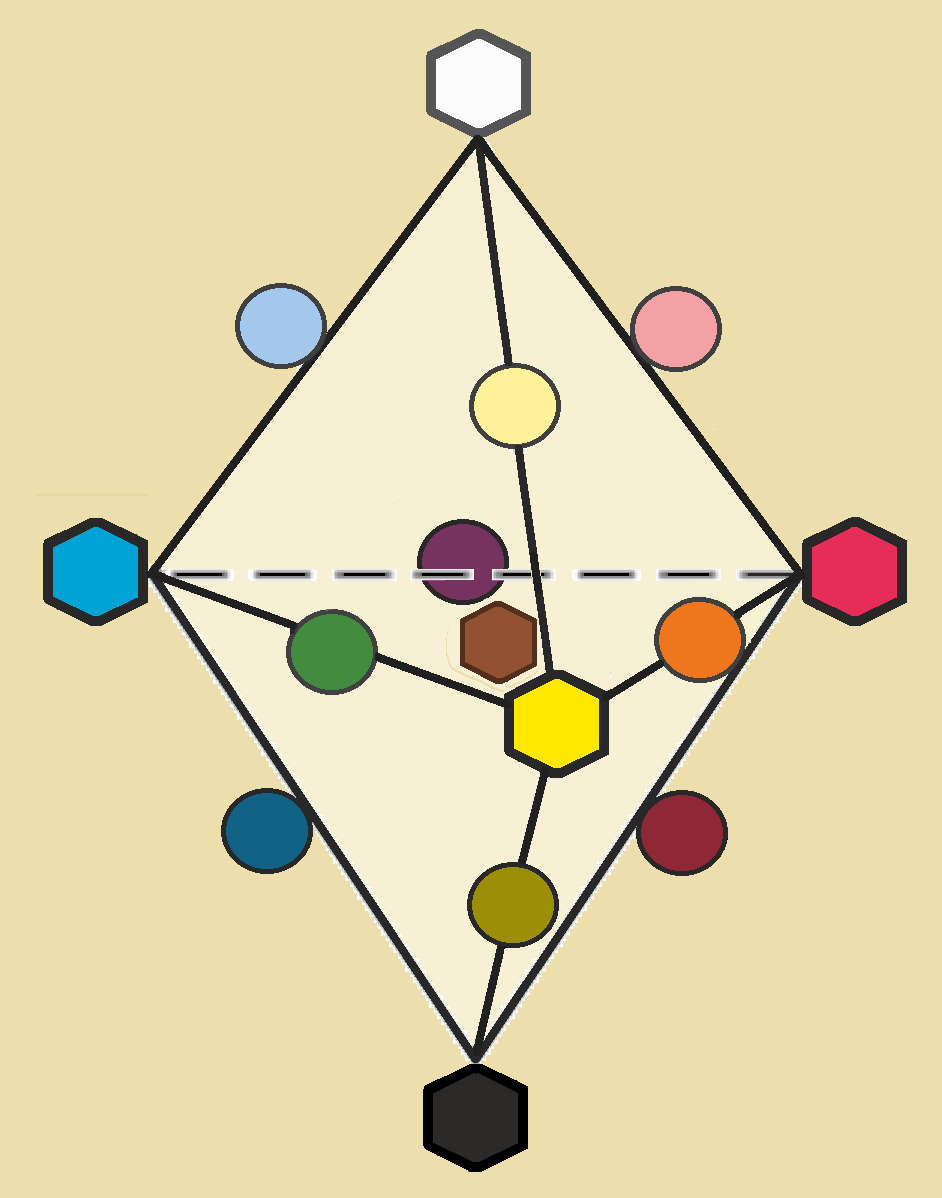
Recreación del sólido de Mayer.

El sólido de color o cromático de Mayer, es un hexaedro (poliedro de seis caras) que tiene la forma de un doble tetraedro regular (también considerada una bipirámide triangular). En sus 5 vértices se sitúan los 3 colores puros (primarios), además del blanco y el negro, los cuales representan la blancura y la negrura propia de los colores derivados claroscuros. Al sólido de Mayer se le considera el antecesor de los todos sólidos de color. Los componentes están dispuestos en una forma completamente piramidal, en donde cada color primario puede aclararse u oscurecerse en 12 pasos por la incorporación progresiva de un pigmento blanco o negro, respectivamente. Los nuevos triángulos así formados presentan cada vez menos colores. De esta manera, el sólido de Mayer puede contener hasta 819 colores distintos.
Las ideas de Mayer se publicaron póstumamente en 1775. Tres años antes, J. H. Lambert publicó su versión del triángulo de Mayer usando 8 unidades de medida en lugar de 12, presentando el triángulo 45 unidades y recreando los colores del sólido piramidal con todos sus claroscuros.